# Crețești
Crețești est une commune roumaine située dans le județ de Vaslui.